# Das Gesetz der Mine
Das Gesetz der Mine ist ein Kriminalfilm von 1915 der Filmreihe Joe Deebs.

## Handlung
Ein Schwarzafrikaner rächt seinen Vater, indem er den Inspektor einer Diamantmine ermordet. Dieser hatte seinem Vater, weil er Diamanten verschluckt hatte, nach dem Gesetz der Mine die Steine aus dem Bauch herausschneiden lassen. Joe Deebs überführt den Schwarzafrikaner.

## Hintergrund
Produziert wurde er von May Film (F-Nr. 1), der Firma von Joe May. Es war gleichzeitig der erste Film der Reihe und die erste Produktion der Firma. Er hat eine Länge von vier Akten auf 1270, 1240 oder 1230 Metern, ca. 69 Minuten. Die Polizei Berlin erließ im Juni 1915 ein Jugendverbot (Nr. 15.26 bzw. 10217/15). Eine Pressevorführung fand in den Berliner Kammerlichtspielen am 3. Juni 1915 statt. Die Premiere vor zahlendem Publikum war im Juli 1915 im U. T. Lichtspiele (Cines Lichtspieltheater) am Nollendorfplatz Nr. 4, Berlin.

## Wissenswertes
Der spätere Stummfilmstar Ellen Richter gab hier sein Filmdebüt. Auch für den Kameruner Lewis Brody war dies die erste nachweisbare Filmrolle.
Nachdem 1917 das Haus des Hansa-Film-Verleihs, Berlin S.W., Friedrichstraße 5 – 6, samt den Negativen und allen kopierfähigen Duplikaten abbrannte, wurde nach dem Krieg umgehend versucht, den Film aus Restmaterial und Ausschnitten erneut zusammenzufügen, allerdings erfolglos.
Der Film gilt seither als verschollen.